# AIM-132 ASRAAM
L'AIM-132 ASRAAM és un míssil aire-aire de guia infraroja i curt abast, fabricat pel consorci europeu MATRA. El nom prové de l'acrònim en anglès: Advanced Short-Range Air-to-Air Missile (o Míssil de Curt Abast Aire-Aire). S'ha dissenyat seguint les especificacions de la Royal Air Force i competeix amb el míssil estatunidenc AIM-9 Sidewinder i l'IRIS-T.
El seu muntatge és idèntic al del Sidewinder, cosa que li permet ser equipat en tots els avions occidentals. Va entrar en servei a la Royal Air Force britànica el 1998 a bord dels Panavia Tornado, i poc després, sobre els Harrier GR7. També pot ser equipat en l'Eurofighter Typhoon i en els F/A-18 Hornet.

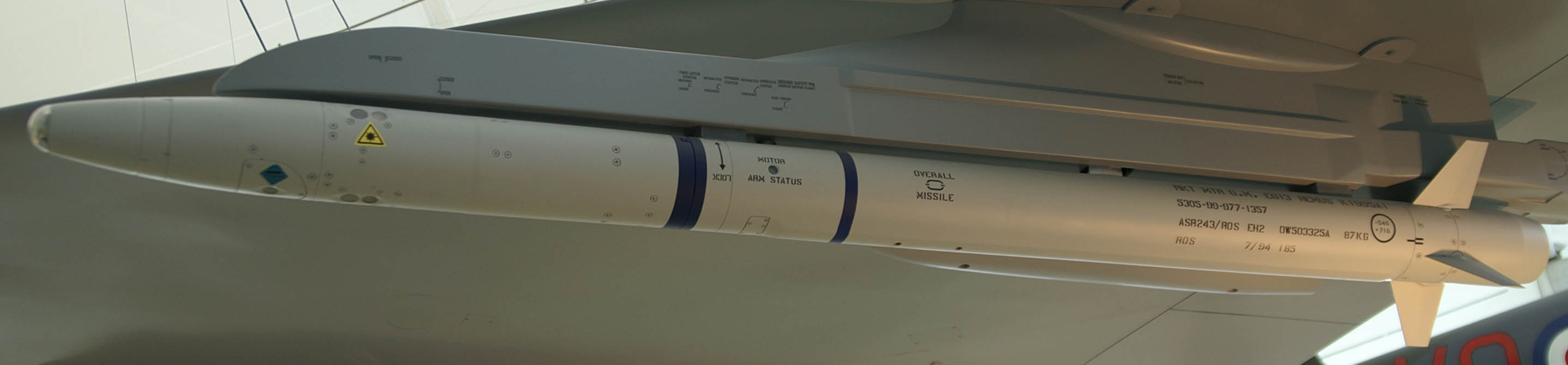
Míssil AIM-132 ASRAAM equipat en un Eurofighter Typhoon.

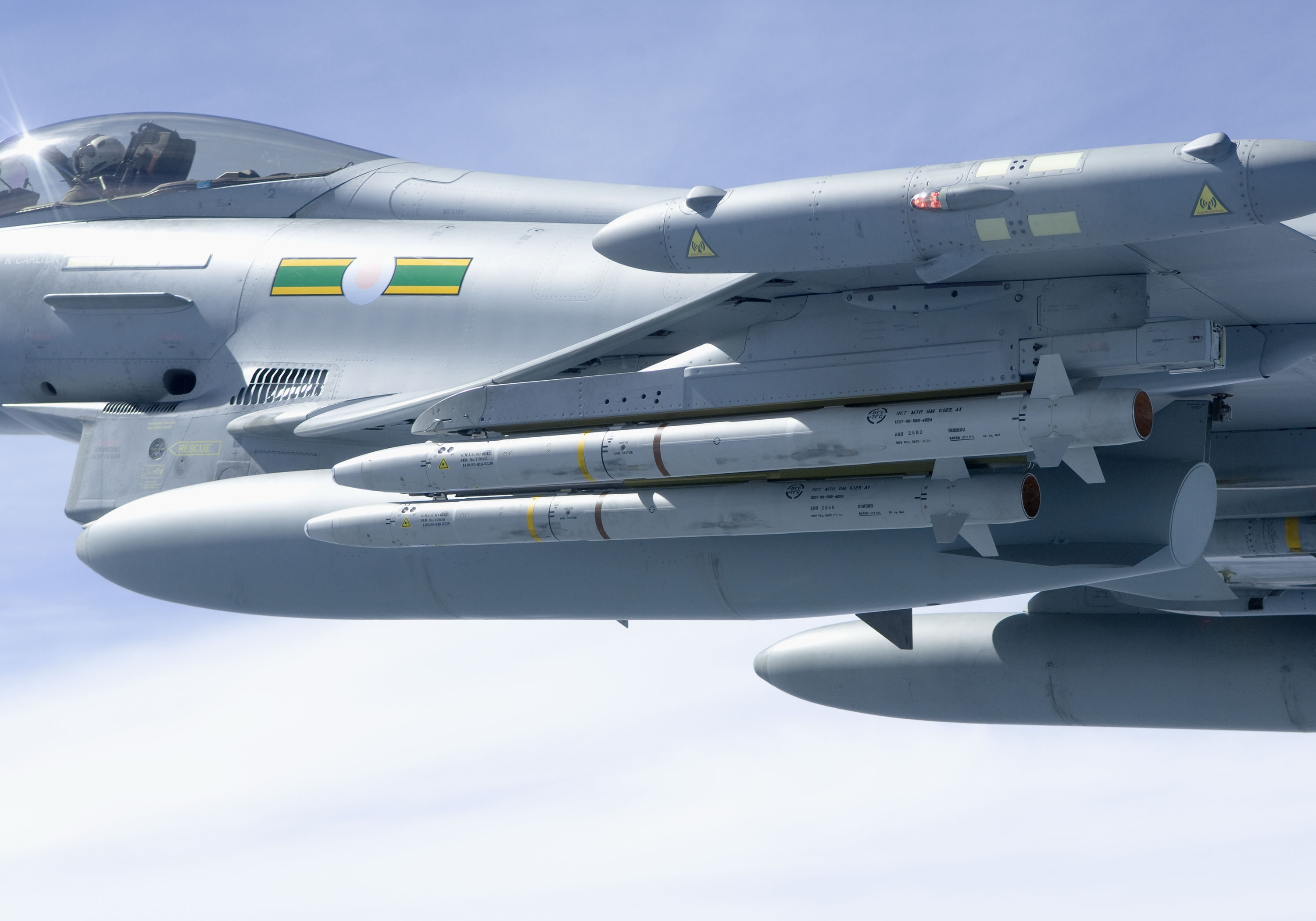
Míssils ASRAAM en un Eurofighter Typhoon britànic.

## Operadors
- Regne Unit: Royal Air Force
- Austràlia: Reial Força Aèria Australiana
- Índia: Força Aèria Índia (L'Índia pretén firmar un contracte per adquirir l'ASRAAM en substitució dels seus míssils aire-aire Matra Magic R550)[4]